# Assault Machine
Assault Machine è un videogioco sparatutto di genere misto pubblicato nel 1986 per Commodore 64 dall'editrice britannica Nexus. Il giocatore pilota un velivolo futuristico in sequenze con inquadratura tridimensionale in terza persona, che sono la parte più impegnativa del gioco, e in successive sequenze sparatutto a scorrimento e a schermata fissa.

## Trama
Un'organizzazione criminale sta costruendo un'arma micidiale, la Assault Machine del titolo, sull'arcipelago di Targon. Interviene la nave spaziale Peacekeeper, che ha a bordo un comandante e quattro robot (Bond, Tracy, Holmes e Chan), i quali possono essere inviati con navicelle di superficie a perlustrare le isole e individuare gli obiettivi da bombardare.

## Modalità di gioco
Il giocatore ha a disposizione tre navicelle e quattro robot con equipaggiamento differente. A inizio partita si può scegliere se mantenere i robot di default o modificarli tramite un editor (nella versione su cassetta caricato separatamente dal lato B), che aggiunge una componente strategica. Su ogni robot si possono installare o meno fino a 6 componenti. I robot con più equipaggiamento hanno maggiori difese, ma lo svantaggio è che sono più lenti nelle ricerche.
Il gioco si svolge su un arcipelago di 10 isole, mostrato su una mappa a scorrimento multidirezionale. Dalla mappa si seleziona l'isola dove inviare una navicella con uno dei robot a scelta.
Inizia quindi l'azione del pilotaggio della navicella, mostrata in 3D da dietro mentre viaggia sopra il mare. Mentre avanza costantemente, la navicella si può spostare lateralmente muovendosi in circolo (come in un tonneau) e spara verso il centro dello schermo, in modo simile al classico Gyruss. Si incrociano molti velivoli nemici che sparano a loro volta. Si dispone di munizioni e di resistenza ai colpi limitate. Due indicatori a freccia mostrano in che direzione si trova l'isola; infatti con gli spostamenti laterali, oltre a schivare gli attacchi, si cambia anche la rotta, indicata da una bussola.
Se si riesce a raggiungere l'isola inizia il sorvolo della sua superficie, e l'inquadratura diventa bidimensionale dall'alto, a scorrimento verticale. Sempre combattendo velivoli nemici, si deve raggiungere il punto di scarico del robot e poi lasciare l'isola.
I robot piazzati sulle isole impiegano del tempo per la ricerca automatica degli obiettivi. Nel frattempo si ritorna alla mappa dell'arcipelago ed è possibile lanciare altre navicelle, fino anche ad avere tutti e quattro i robot in campo. Dalla mappa si monitora anche il progresso fatto dai robot atterrati.
Occasionalmente un robot su un'isola può essere attaccato da veicoli nemici di terra. In tal caso l'azione in corso si interrompe e si passa alla schermata della difesa del robot, che lo mostra di fronte a un paesaggio statico. Il giocatore può spostare il robot a destra e sinistra e sparare con un mirino ai nemici che sparano a loro volta.
Quando un robot ha terminato l'esplorazione di un'isola lo si può recuperare e portare l'attacco definitivo all'isola, con una nuova sequenza a scorrimento verticale in cui si devono bombardare gli edifici nemici, in modo simile a Xevious. Bisogna raggiungere una quota minima di edifici colpiti, altrimenti si dovrà fare un'altra passata di bombardamento.
L'obiettivo finale è bombardare tutte le isole. Si viene sconfitti se si perdono tutte le navicelle o tutti i robot. C'è anche un limite di tempo complessivo.
Non è presente alcun accompagnamento musicale.

## Accoglienza
Assault Machine ricevette di solito giudizi complessivi medi dalla critica europea. Spesso l'azione di combattimento venne considerata ripetitiva o monotona.
La rivista Zzap! (voto 70%) lo paragonò al precedente Nexus della Nexus, apprezzandone la cura dei dettagli e la stessa particolare confezione di plastica di forma elaborata, ma nel complesso considerava il gioco meno riuscito. La testata più favorevole fu probabilmente Computer and Video Games (7/8 su 10), che lo considerava un buon misto di decente sparatutto e di strategia.